# 大学コンソーシアムひょうご神戸
大学コンソーシアムひょうご神戸（だいがくコンソーシアムひょうごこうべ）とは、一般社団法人大学コンソーシアムひょうご神戸が運営する兵庫県内の大学等によって構成された団体。兵庫県神戸市中央区脇浜町1丁目2-8兵庫国際交流会館内に事務局が所在する。2006年6月12日設立（2016年4月1日に法人化）。

## 事業

### 国際交流事業
- G-Naviプロジェクト - 兵庫国際交流会館を「交流型住居」として活用し、留学生と日本人学生、地域の人々が学び合う事業[2]。
- 国際交流プログラム
  - 医療系プログラムフィールドワーク型[3]
  - オーストラリア看護研修[3]

### 学生交流事業[4]
- 大学の枠を超えたテーマを設定した学生交流や活動を促進するプロジェクト
  - 地元企業等と連携した地域活動
  - スポーツビジネスコンテスト
  - 地域子育て支援

### 教育連携事業[5]
- 加盟校が実施する講座等の開放
- 多様な学修機会の提供～ICTを活用したコンテンツ～
- 単位互換事業

### 企業課題解決プログラム
- 大学間・地方自治体・企業・地域団体との連携体制の構築を目標とする[6]

## 加盟団体
次に示す会員のほかに特別会員・賛助会員がある。

### 大学
- 芦屋大学
- 大手前大学
- 関西国際大学
- 関西福祉大学
- 関西学院大学
- 芸術文化観光専門職大学
- 甲南大学
- 甲南女子大学
- 神戸大学
- 神戸医療未来大学
- 神戸海星女子学院大学
- 神戸学院大学
- 神戸芸術工科大学
- 神戸国際大学
- 神戸市外国語大学
- 神戸市看護大学
- 神戸松蔭女子学院大学
- 神戸女学院大学
- 神戸女子大学
- 神戸親和大学
- 神戸常盤大学
- 神戸薬科大学
- 園田学園女子大学
- 宝塚医療大学
- 姫路大学
- 兵庫大学
- 兵庫教育大学
- 兵庫県立大学
- 流通科学大学

### 短期大学
- 大手前短期大学
- 関西学院短期大学
- 神戸女子短期大学
- 頌栄短期大学
- 園田学園女子大学短期大学部
- 兵庫大学短期大学部

### 高等専門学校
- 明石工業高等専門学校